# Чунгуљски скок
Чунгуљски скок (Чунгуљ, Чунгуљски водопад) је водопад у источној Србији, на Старој планини, недалеко од села Топли До. Налази се на надморској висини од око 1.400 метара на Топлодолској реци и висок је 40 метара. Спада у једне од највиших у Србији, а у његовој непосредној близини су водопади Куртулски скок и Пиљ. Име је добио према планинском врху „Чунгуљ“ у чијем подножју се налази. Окружен је густом шумом и тешко је доступан. Открила га је група истраживача током 1996. године.